# KMN Oplast Kobarid
Klub Malega Nogometa Oplast Kobarid je futsal klub iz Kobarida.

## Uspehi
- Naslov prvaka 1. SFL:

2010, 2014
- Slovenski pokal:

2005, 2006, 2015
- Slovenski superpokal:

2014